# Valutazione p-adica
In teoria dei numeri, per un dato numero primo {\displaystyle p}, la valutazione p-adica di un intero {\displaystyle n} diverso da zero è il maggiore esponente {\displaystyle v} tale che {\displaystyle p^{v}} divida {\displaystyle n}. La valutazione p-adica di 0 è per definizione infinito. È comunemente denotato come {\displaystyle v_{p}(n)}. Se {\displaystyle {\tfrac {n}{d}}} è un numero razionale ai minimi termini, così che {\displaystyle n} e {\displaystyle d} siano primi tra loro, allora {\displaystyle v_{p}({\tfrac {n}{d}})} è uguale a {\displaystyle v_{p}(n)} se {\displaystyle p} divide {\displaystyle n}, oppure è uguale a {\displaystyle -v_{p}(d)} se {\displaystyle p} divide {\displaystyle d}, mentre è uguale a 0 se non divide nessuno dei due. L'applicazione maggiore della valutazione p-adica è nella costruzione del campo dei numeri p-adici.

## Definizione e proprietà

### Numeri interi
Se {\displaystyle p} appartiene a {\displaystyle \mathbb {\mathbb {Z} } }, allora la valutazione p-adica per {\displaystyle \mathbb {Z} } è definita come {\displaystyle v_{p}:\mathbb {Z} \rightarrow \mathbb {N} }
{\displaystyle {\displaystyle \nu _{p}(n)={\begin{cases}\mathrm {max} \{v\in \mathbb {N} :p^{v}\mid n\}&{\text{se }}n\neq 0\\\infty &{\text{se }}n=0\end{cases}}}}

### Numeri razionali
La valutazione p-adica può essere estesa ai numeri razionali. SI può definire come {\displaystyle v_{p}:\mathbb {Q} \rightarrow \mathbb {Z} }
{\displaystyle \nu _{p}\left({\frac {a}{b}}\right)=\nu _{p}(a)-\nu _{p}(b).}
Alcune proprietà sono:
{\displaystyle {\displaystyle {\begin{aligned}\nu _{p}(m\cdot n)&=\nu _{p}(m)+\nu _{p}(n).\\[5px]\nu _{p}(m+n)&\geq \inf {\bigl \{}\nu _{p}(m),\nu _{p}(n){\bigr \}}.\end{aligned}}}}
In aggiunta, se {\displaystyle {\displaystyle \nu _{p}(m)\neq \nu _{p}(n)},}allora
{\displaystyle {\displaystyle \nu _{p}(m+n)=\inf {\bigl \{}\nu _{p}(m),\nu _{p}(n){\bigr \}}}}
dove {\displaystyle \inf } è l'infimo (il minore tra i due).

## Il valore assolutop-adico
Il valore assoluto p-adico su {\displaystyle \mathbb {Q} } è definito come {\displaystyle |x|_{p}:\mathbb {Q} \rightarrow \mathbb {R} }
{\displaystyle |x|_{p}={\begin{cases}p^{-\nu _{p}(x)}&{\text{se }}x\neq 0\\0&{\text{se }}x=0\end{cases}}}
Il valore assoluto p-adico soddisfa le seguenti proprietà:
| Non-negatività       | {\displaystyle \|a\|_{p}\geq 0}                                       |
| Definizione positiva | {\displaystyle \|a\|_{p}=0\iff a=0}                                   |
| Moltiplicatività     | {\displaystyle \|ab\|_{p}=\|a\|_{p}\|b\|_{p}}                         |
| Subadditività        | {\displaystyle \|a+b\|_{p}\leq \|a\|_{p}+\|b\|_{p}}                   |
| Ultrametricità       | {\displaystyle \|a+b\|_{p}\leq \max \left(\|a\|_{p},\|b\|_{p}\right)} |
| Simmetria            | {\displaystyle \|-a\|_{p}=\|a\|_{p}}                                  |

Uno spazio metrico può essere formato sull'insieme {\displaystyle \mathbb {Q} } con una metrica definita da {\displaystyle d:\mathbb {Q} \times \mathbb {Q} \rightarrow \mathbb {R} }
{\displaystyle d(x,y)=|x-y|_{p}.}
A volte ci si riferisce al valore assoluto p-adico come "norma p-adica", nonostante non sia una norma in quanto non soddisfa il requisito di omogeneità.